# 月はどっちに出ている
『月はどっちに出ている』（つきはどっちにでている）は、1993年放映のテレビ映画、および同年公開の日本映画である。
原作は梁石日の自伝的小説『タクシー狂躁曲』であり、これを崔洋一と鄭義信が脚色している。監督は崔洋一、主演は石橋凌（ドラマ版）、岸谷五朗（映画版）、ルビー・モレノである。

## 概要
タクシーの運転手を務める在日コリアンの男性と日本で逞しく生きるフィリピン女性との恋愛模様を軸に、在日外国人やヤクザなど、様々な人々の人生を描くヒューマンドラマ。
「月はどっちに出ている」というのは方向音痴のドライバー（主人公の同僚）が帰り道が分からなくなった時に本社や主人公に電話すると、相手が最初に聞く言葉である。
これまで主に弱者として描かれてきた在日コリアンを、生の赴くままに行動する人種として描いたことで高い評価を得た。2000年代以降『GO』（2001年）、『血と骨』（2004年）、『パッチギ!』（2005年）、『パッチギ! LOVE&PEACE』（2007年）など、在日コリアンを題材にした映画が多数製作されているが、その系譜の端緒となった作品である。また、過激な性描写も特徴である。
本作と、10年後に製作された『血と骨』はどちらも梁の自伝的小説であり、『血と骨』の主人公（新井浩文）が成人した姿が本作の主人公「神田忠男」（石橋凌、岸谷五朗）となる。
WOWOW版は、「Yahoo!動画」で2007年10月3日から2008年2月2日に無料配信された。映画版は、2008年5月に韓国で、同国内向け（リージョンコード3）にワイドメディアよりDVD化された。韓国語タイトルは『달은 어디에 떠 있는가』（月はどこに出ているか）。

## テレビドラマ
1993年にWOWOWのスペシャルドラマ「J・MOVIE・WARS」の一編として製作・放送された。放送時間は34分。16ミリフィルムで撮影され、同年10月30日に「J・MOVIE・WARS」の他の4作品（石井聰亙監督『TOKYO BLOOD』、山川直人監督『来たことのある初めての道』、長崎俊一監督『ワイルドサイド』、榎戸耕史監督『殺し屋アミ』）と共に『J・MOVIE・WARS』のタイトルで東京・渋谷のシネマライズほかで劇場公開された。

### キャスト
- 忠男 - 石橋凌
- コニー - ルビー・モレノ
- 忠男の母 - 絵沢萌子
- サラリーマンの男 - 利重剛
- 安保満 - 小島康志
- 細川直樹 - 米山善吉
- 大野治 - 鄭義信
- タクシーの客 - 浦田賢一
- 課長 - 崔洋一

### スタッフ
- 監督：崔洋一
- 脚本：崔洋一、鄭義信
- 原作：梁石日 『タクシー狂躁曲』（ちくま文庫、1987年、ISBN 4480021582）
- 撮影：佐々木原保志
- 照明：安河内央之
- 美術：平井浩一
- 録音：酒井雅章
- 編集：掛須秀一
- スチール：横尾英樹
- 監督補：祭主恭嗣
- 助監督：久保寺和人
- 企画：出水啓一郎
- 総合監修：石井聰亙
- プロデューサー：仙頭武則、佐藤正悦、香月純一
- プロデューサー補：木村立哉
- 製作会社：日本衛星放送、ヒルヴィラ、東映

### 受賞
- 第3回日本映画プロフェッショナル大賞
  - 作品賞、主演男優賞

## 映画
1993年に製作・公開された。製作会社はシネカノン。スーパー16ミリで撮影され、35ミリプリントにブローアップされた。コニー役のルビー・モレノ、忠男の母役の絵沢萠子は「WOWOW版」にひきつづき出演、スタッフも監督補の祭主恭嗣、装飾の平井浩一がひきつづき参加している。角川春樹が、プロデューサーである李鳳宇の依頼で製作アドバイザーについていたが。試写会の3日後に逮捕されたため、角川本人の指示でクレジットからは外されている。
1994年、第44回ベルリン国際映画祭フォーラム部門で上映された。

### キャスト
- 姜忠男（通名：神田忠男） - 岸谷五朗
- コニー - ルビー・モレノ
- 池英順（忠男の母） - 絵沢萠子
- 金世一（通名：金田世一） - 小木茂光
- 朴光洙（通名：新井光洙） - 遠藤憲一
- ホソ - 有薗芳記
- 仙波 - 麿赤児
- 多田 - 國村隼
- おさむ - 芹沢正和
- 安保 - 金田明夫
- 谷爺 - 内藤陳
- やくざ - 木村栄
- やくざ - 瀬山修
- サラリーマン - 萩原聖人
- 司会者 - 金守珍
- チョゴリの女 - 金久美子
- 金田タクシーの面々 - 城春樹
- 金田タクシーの面々 - 吉江芳成
- 金田タクシーの面々 - 木下雅之
- 紺野 - 古尾谷雅人

### スタッフ
- 監督：崔洋一
- 脚本：崔洋一、鄭義信
- 原作：梁石日 『タクシー狂躁曲』
- 音楽：佐久間正英
- 撮影：藤澤順一
- 照明：上田なりゆき
- 美術：今村力、岡村匡一
- 録音：北村峰晴
- 編集：奥原好幸
- 監督補：祭主恭嗣
- 助監督：前田哲
- スタント：大西正昭
- 装飾：平井浩一
- 題字：黒田征太郎
- プロデューサー：李鳳宇、青木勝彦
- 音楽プロデューサー：石川光
- エンディングテーマ曲：憂歌団「Woo Child」
- 製作・配給会社：シネカノン

### 受賞
- 第67回キネマ旬報ベスト・テン
  - 委員選出日本映画第1位、監督賞、脚本賞、主演女優賞
- 第36回ブルーリボン賞
  - 作品賞、主演女優賞
- 第18回報知映画賞
  - 作品賞、監督賞、主演女優賞
- 第48回毎日映画コンクール
  - 日本映画大賞、男優主演賞、女優主演賞
- 第6回日刊スポーツ映画大賞・石原裕次郎賞
  - 監督賞
- 第15回ヨコハマ映画祭
  - 作品賞、監督賞、助演女優賞、新人男優賞、撮影賞
- 第17回日本アカデミー賞[2]
  - 優秀作品賞、優秀監督賞、優秀主演女優賞、優秀脚本賞、優秀編集賞、新人賞
- 第3回東京スポーツ映画大賞
  - 監督賞、主演女優賞
- 第8回高崎映画祭
  - 最優秀作品賞、最優秀助演女優賞、最優秀新人男優賞

### 映像ソフト
- 月はどっちに出ている（VHS）（1994年5月20日、アミューズビデオ AMV-1）
- 月はどっちに出ている（LD）（1994年5月25日、アミューズビデオ/パイオニアLDC ASLD-1065）
- 月はどっちに出ている（VHS）（1995年1月27日、アミューズビデオ AMV-0060）
- 月はどっちに出ている（DVD）（2013年4月5日、オデッサ・エンタテインメント THD-20821）

## 関連書籍
- 『月はどっちに出ている - 崔洋一の世界』（鄭義信らと共著、日本テレビ出版部、1993年 ISBN 4820394169）
- 『「月はどっちに出ている」をめぐる2、3の話』（李鳳宇編著、社会評論社、1994年 ISBN 4784509178）